# Équipe d'Ouganda de football à la Coupe d'Afrique des nations 2019
L’équipe d'Ouganda de football participe à la coupe d'Afrique des nations 2019 organisée en Égypte du 21 juin au 19 juillet 2019. Après avoir terminé à la deuxième place du groupe A (1 victoire, 1 nul, 1 défaite), les Cranes sont éliminés en huitième de finale par le Sénégal (0-1).

## Qualifications
L'Ouganda est placé dans le groupe L des qualifications qui se déroulent du 9 juin 2017 au 24 mars 2019. Il obtient sa qualification lors de la cinquième journée.

### Résultats
| Rang | Équipe   | Pts | J | G | N | P | Bp | Bc | Diff |  | Résultats (▼ dom., ► ext.) |     |     |     |     |
| ---- | -------- | --- | - | - | - | - | -- | -- | ---- |  | -------------------------- | --- | --- | --- | --- |
| 1    | Ouganda  | 13  | 6 | 4 | 1 | 1 | 7  | 3  | +4   |  | Ouganda                    |     | 0-0 | 3-0 | 1-0 |
| 2    | Tanzanie | 8   | 6 | 2 | 2 | 2 | 6  | 5  | +1   |  | Tanzanie                   | 3-0 |     | 1-1 | 2-0 |
| 3    | Lesotho  | 6   | 6 | 1 | 3 | 3 | 3  | 7  | -4   |  | Lesotho                    | 0-2 | 1-0 |     | 1-1 |
| 4    | Cap-Vert | 5   | 6 | 1 | 2 | 3 | 4  | 5  | -1   |  | Cap-Vert                   | 0-1 | 3-0 | 0-0 |     |

| 11 juin 2017 | Cap-Vert | 0 - 1 | Ouganda        |                                                                  |                                                                  |
| 16h30 UTC-1  |          | (0-0) | 83e Sserunkuma | Estádio Nacional de Cabo Verde, Praia Arbitrage : Ali Lemghaifry | Estádio Nacional de Cabo Verde, Praia Arbitrage : Ali Lemghaifry |
| 16h30 UTC-1  | Rapport  |       |                | Estádio Nacional de Cabo Verde, Praia Arbitrage : Ali Lemghaifry | Estádio Nacional de Cabo Verde, Praia Arbitrage : Ali Lemghaifry |

| 8 septembre 2018 | Ouganda | 0 - 0 | Tanzanie |                                                                         |                                                                         |
| 16h00 (UTC+3)    |         | (0-0) |          | Mandela National Stadium, Kira Town (en) Arbitrage : Eric Otogo-Castane | Mandela National Stadium, Kira Town (en) Arbitrage : Eric Otogo-Castane |
| 16h00 (UTC+3)    | Rapport |       |          | Mandela National Stadium, Kira Town (en) Arbitrage : Eric Otogo-Castane | Mandela National Stadium, Kira Town (en) Arbitrage : Eric Otogo-Castane |

| 13 octobre 2018 | Ouganda                        | 3 - 0 | Lesotho |                                                                            |                                                                            |
|                 | Okwi 11e 64e · Miya 37e (pen.) | (2-0) |         | Stade national Mandela, Kampala Arbitrage : Amin Mohamed Amin Mohamed Omar | Stade national Mandela, Kampala Arbitrage : Amin Mohamed Amin Mohamed Omar |
|                 | Rapport                        |       |         | Stade national Mandela, Kampala Arbitrage : Amin Mohamed Amin Mohamed Omar | Stade national Mandela, Kampala Arbitrage : Amin Mohamed Amin Mohamed Omar |

| 16 octobre 2018 | Lesotho | 0 - 2 | Ouganda     |                                                       |                                                       |
|                 |         | (0-2) | 5e 35e Miya | Stade Setsoto, Maseru Arbitrage : Ali Mohamed Adelaid | Stade Setsoto, Maseru Arbitrage : Ali Mohamed Adelaid |
|                 | Rapport |       |             | Stade Setsoto, Maseru Arbitrage : Ali Mohamed Adelaid | Stade Setsoto, Maseru Arbitrage : Ali Mohamed Adelaid |

| 17 novembre 2018 | Ouganda   | 1 - 0 | Cap-Vert |                                                              |                                                              |
|                  | Kaddu 77e | (0-0) |          | Stade national Mandela, Kampala Arbitrage : Youssef Essrayri | Stade national Mandela, Kampala Arbitrage : Youssef Essrayri |
|                  | Rapport   |       |          | Stade national Mandela, Kampala Arbitrage : Youssef Essrayri | Stade national Mandela, Kampala Arbitrage : Youssef Essrayri |

| 24 mars 2019 | Tanzanie                                  | 3 - 0 | Ouganda |                                                                                      |                                                                                      |
|              | Msuva 21e · Nyoni 51e (pen.) · Morris 60e | (1-0) |         | Benjamin Mkapa National Stadium, Dar es Salaam Arbitrage : Eric Arnaud Otogo Castane | Benjamin Mkapa National Stadium, Dar es Salaam Arbitrage : Eric Arnaud Otogo Castane |
|              | Rapport                                   |       |         | Benjamin Mkapa National Stadium, Dar es Salaam Arbitrage : Eric Arnaud Otogo Castane | Benjamin Mkapa National Stadium, Dar es Salaam Arbitrage : Eric Arnaud Otogo Castane |

### Statistiques

#### Buteurs
| Buts | Joueurs                            |
| ---- | ---------------------------------- |
| 3    | Farouk Miya                        |
| 2    | Emmanuel Okwi                      |
| 1    | Patrick Kaddu, Geoffrey Sserunkuma |

## Préparation
La préparation de la CAN coïncide avec la Coupe COSAFA 2019, organisée du 25 mai au 8 juin en Afrique du Sud. L'Ouganda envoie sa sélection locale, dont seuls quelques joueurs seront retenus pour la CAN, et perd ses deux matchs aux tirs au but.
L'Ouganda effectue ensuite un stage de préparation à Abu Dhabi. Le 9 juin, il concède le nul en amical face au Turkménistan (0-0) puis bat la Côte d'Ivoire (1-0) le 15 juin.
| 9 juin 2019 | Ouganda | 0 - 0 | Turkménistan |                                                                     |                                                                     |
| 20h00       |         | (0-0) |              | New York University Stadium, Abu Dhabi Arbitrage : Hamad Ali Yousef | New York University Stadium, Abu Dhabi Arbitrage : Hamad Ali Yousef |

| 15 juin 2019 | Côte d'Ivoire | 0 - 1 | Ouganda         |                                |                                |
|              |               | (0-1) | 35e (pen.) Miya | Stade Cheikh Zayed, Abou Dhabi | Stade Cheikh Zayed, Abou Dhabi |

## Compétition

### Tirage au sort
Le tirage au sort de la CAN se déroule 12 avril 2019 au Caire, face au Sphinx et aux Pyramides. L'Ouganda est placé dans le chapeau 3 en raison de son classement FIFA.
Le tirage au sort donne alors comme adversaires des Ougandais, l'Égypte (chapeau 1, pays hôte et 57e au classement FIFA), la RD Congo (chapeau 2, 46e) et le Zimbabwe (chapeau 4, 110e) dans le groupe A.

### Effectif
La liste des 23 Ougandais retenus est dévoilée le 11 juin.

### Phase de poules
| Rang | Équipe   | Pts | J | G | N | P | Bp | Bc | Diff |  | Résultats (▼ dom., ► ext.) |     |     |     |     |
| ---- | -------- | --- | - | - | - | - | -- | -- | ---- |  | -------------------------- | --- | --- | --- | --- |
| 1    | Égypte   | 9   | 3 | 3 | 0 | 0 | 5  | 0  | +5   |  | Égypte                     |     | 2-0 | 2-0 | 1-0 |
| 2    | Ouganda  | 4   | 3 | 1 | 1 | 1 | 3  | 3  | 0    |  | Ouganda                    | 0-2 |     | 2-0 | 1-1 |
| 3    | RD Congo | 3   | 3 | 1 | 0 | 2 | 4  | 4  | 0    |  | RD Congo                   | 0-2 | 0-2 |     | 4-0 |
| 4    | Zimbabwe | 1   | 3 | 0 | 1 | 2 | 1  | 6  | -5   |  | Zimbabwe                   | 0-1 | 1-1 | 0-4 |     |

     Équipe qualifiée ou victorieuse; Pts = points; J = joués; G = gagnés; N = nuls; P = perdus;
Bp = buts pour; Bc = buts contre; Diff = différence de buts
| 22 juin 2019 | RD Congo                   | 0 - 2   | Ouganda              | Stade international du Caire, Le Caire         |                                                |
| 16h30 CAT    |                            | (0-1)   | 14e Kaddu · 48e Okwi | Spectateurs : 1 083 Arbitrage : Rédouane Jiyed | Spectateurs : 1 083 Arbitrage : Rédouane Jiyed |
| 16h30 CAT    | Bolasie 45+2e · Bokadi 54e | Rapport | 35e Jjuko            | Spectateurs : 1 083 Arbitrage : Rédouane Jiyed | Spectateurs : 1 083 Arbitrage : Rédouane Jiyed |

| 26 juin 2019 | Ouganda   | 1 - 1   | Zimbabwe    | Stade international du Caire, Le Caire              |                                                     |
| 19h00 CAT    | Okwi 12e  | (1 - 1) | 40e Billiat | Spectateurs : 73 589 Arbitrage : Eric Otogo-Castane | Spectateurs : 73 589 Arbitrage : Eric Otogo-Castane |
| 19h00 CAT    | Aucho 88e | Rapport |             | Spectateurs : 73 589 Arbitrage : Eric Otogo-Castane | Spectateurs : 73 589 Arbitrage : Eric Otogo-Castane |

| 30 juin 2019 | Ouganda                    | 0 - 2   | Égypte                       | Stade international du Caire, Le Caire           |                                                  |
| 21h00 CAT    |                            | (0 - 2) | 36e Salah · 45+1e Elmohamady | Spectateurs : 74 566 Arbitrage : Maguette Ndiaye | Spectateurs : 74 566 Arbitrage : Maguette Ndiaye |
| 21h00 CAT    | Kyambadde 59e · Lwanga 89e | Rapport | 61e Elmohamady               | Spectateurs : 74 566 Arbitrage : Maguette Ndiaye | Spectateurs : 74 566 Arbitrage : Maguette Ndiaye |

### Phase à élimination directe
| Huitième de finale | Ouganda                          | 0 - 1   | Sénégal                     | Stade international, Le Caire |                              |
| 5 juillet 2019     |                                  | (0-1)   | 15e Mané                    | Arbitrage : Mustapha Ghorbal  | Arbitrage : Mustapha Ghorbal |
| 5 juillet 2019     | Onyango 5e · Okwi 8e · Aucho 31e | Rapport | 11e N'Diaye · 70e Koulibaly | Arbitrage : Mustapha Ghorbal  | Arbitrage : Mustapha Ghorbal |

### Temps de jeu
| Joueur            |          |          |          |          | TT       | But inscrit | Passe décisive | MJ       | MT       | Légende |
| ----------------- | -------- | -------- | -------- | -------- | -------- | ----------- | -------------- | -------- | -------- | --- |
| Gardiens          | Gardiens | Gardiens | Gardiens | Gardiens | Gardiens | Gardiens    | Gardiens       | Gardiens | Gardiens | Abréviations et symboles : TT : Total de minutes jouées MJ : Nombre de matchs joués MT : Matchs joués en tant que titulaire : but : passe décisive : joueur entré : joueur remplacé : capitaine : carton jaune : carton rouge |
| Robert Odongkara  | -        | -        | 71       | -        | 19       | -           | -              | 1        | -        | Abréviations et symboles : TT : Total de minutes jouées MJ : Nombre de matchs joués MT : Matchs joués en tant que titulaire : but : passe décisive : joueur entré : joueur remplacé : capitaine : carton jaune : carton rouge |
| Denis Onyango     | 90       | 90       | 71       | 90       | 341      | -           | -              | 4        | 4        | Abréviations et symboles : TT : Total de minutes jouées MJ : Nombre de matchs joués MT : Matchs joués en tant que titulaire : but : passe décisive : joueur entré : joueur remplacé : capitaine : carton jaune : carton rouge |
| Jamal Salim       | -        | -        | -        | -        | -        | -           | -              | -        | -        | Abréviations et symboles : TT : Total de minutes jouées MJ : Nombre de matchs joués MT : Matchs joués en tant que titulaire : but : passe décisive : joueur entré : joueur remplacé : capitaine : carton jaune : carton rouge |
| Défenseurs        |          |          |          |          |          |             |                |          |          | Abréviations et symboles : TT : Total de minutes jouées MJ : Nombre de matchs joués MT : Matchs joués en tant que titulaire : but : passe décisive : joueur entré : joueur remplacé : capitaine : carton jaune : carton rouge |
| Joseph Ochaya     | -        | -        | -        | -        | -        | -           | -              | -        | -        | Abréviations et symboles : TT : Total de minutes jouées MJ : Nombre de matchs joués MT : Matchs joués en tant que titulaire : but : passe décisive : joueur entré : joueur remplacé : capitaine : carton jaune : carton rouge |
| Timothy Awany     | 87       | 88       | 90       | 17       | 168      | -           | -              | 4        | 1        | Abréviations et symboles : TT : Total de minutes jouées MJ : Nombre de matchs joués MT : Matchs joués en tant que titulaire : but : passe décisive : joueur entré : joueur remplacé : capitaine : carton jaune : carton rouge |
| Murushid Juuko    | 90       | -        | -        | 90       | 180      | -           | -              | 2        | 2        | Abréviations et symboles : TT : Total de minutes jouées MJ : Nombre de matchs joués MT : Matchs joués en tant que titulaire : but : passe décisive : joueur entré : joueur remplacé : capitaine : carton jaune : carton rouge |
| Bevis Mugabi      | 90       | 90       | -        | 90       | 270      | -           | -              | 3        | 3        | Abréviations et symboles : TT : Total de minutes jouées MJ : Nombre de matchs joués MT : Matchs joués en tant que titulaire : but : passe décisive : joueur entré : joueur remplacé : capitaine : carton jaune : carton rouge |
| Ronald Mukiibi    | -        | 90       | -        | -        | 90       | -           | -              | 1        | 1        | Abréviations et symboles : TT : Total de minutes jouées MJ : Nombre de matchs joués MT : Matchs joués en tant que titulaire : but : passe décisive : joueur entré : joueur remplacé : capitaine : carton jaune : carton rouge |
| Nicholas Wadada   | -        | -        | 90       | -        | 90       | -           | -              | 1        | 1        | Abréviations et symboles : TT : Total de minutes jouées MJ : Nombre de matchs joués MT : Matchs joués en tant que titulaire : but : passe décisive : joueur entré : joueur remplacé : capitaine : carton jaune : carton rouge |
| Godfrey Walusimbi | 90       | 90       | 90       | 90       | 360      | -           | -              | 4        | 4        | Abréviations et symboles : TT : Total de minutes jouées MJ : Nombre de matchs joués MT : Matchs joués en tant que titulaire : but : passe décisive : joueur entré : joueur remplacé : capitaine : carton jaune : carton rouge |
| Isaac Muleme      | 80       | -        | -        | -        | 10       | -           | -              | 1        | -        | Abréviations et symboles : TT : Total de minutes jouées MJ : Nombre de matchs joués MT : Matchs joués en tant que titulaire : but : passe décisive : joueur entré : joueur remplacé : capitaine : carton jaune : carton rouge |
| Milieux           |          |          |          |          |          |             |                |          |          | Abréviations et symboles : TT : Total de minutes jouées MJ : Nombre de matchs joués MT : Matchs joués en tant que titulaire : but : passe décisive : joueur entré : joueur remplacé : capitaine : carton jaune : carton rouge |
| Taddeo Lwanga     | -        | 60       | 70       | -        | 50       | -           | -              | 2        | -        | Abréviations et symboles : TT : Total de minutes jouées MJ : Nombre de matchs joués MT : Matchs joués en tant que titulaire : but : passe décisive : joueur entré : joueur remplacé : capitaine : carton jaune : carton rouge |
| Khalid Aucho      | 90       | 90       | 70       | 76       | 326      | -           | -              | 4        | 4        | Abréviations et symboles : TT : Total de minutes jouées MJ : Nombre de matchs joués MT : Matchs joués en tant que titulaire : but : passe décisive : joueur entré : joueur remplacé : capitaine : carton jaune : carton rouge |
| Luwagga Kizito    | -        | -        | 78       | -        | 12       | -           | -              | 1        | -        | Abréviations et symboles : TT : Total de minutes jouées MJ : Nombre de matchs joués MT : Matchs joués en tant que titulaire : but : passe décisive : joueur entré : joueur remplacé : capitaine : carton jaune : carton rouge |
| Allan Kateregga   | -        | -        | -        | 76       | 14       | -           | -              | 1        | -        | Abréviations et symboles : TT : Total de minutes jouées MJ : Nombre de matchs joués MT : Matchs joués en tant que titulaire : but : passe décisive : joueur entré : joueur remplacé : capitaine : carton jaune : carton rouge |
| Hassan Wasswa     | 90       | 90       | 90       | 17       | 287      | -           | -              | 4        | 4        | Abréviations et symboles : TT : Total de minutes jouées MJ : Nombre de matchs joués MT : Matchs joués en tant que titulaire : but : passe décisive : joueur entré : joueur remplacé : capitaine : carton jaune : carton rouge |
| Farouk Miya       | 87       | 88       | 90       | 90       | 355      | -           | 2              | 4        | 4        | Abréviations et symboles : TT : Total de minutes jouées MJ : Nombre de matchs joués MT : Matchs joués en tant que titulaire : but : passe décisive : joueur entré : joueur remplacé : capitaine : carton jaune : carton rouge |
| Allan Kyambadde   | 74       | 72       | 78       | 56       | 146      | -           | -              | 4        | 1        | Abréviations et symboles : TT : Total de minutes jouées MJ : Nombre de matchs joués MT : Matchs joués en tant que titulaire : but : passe décisive : joueur entré : joueur remplacé : capitaine : carton jaune : carton rouge |
| Micheal Azira     | 90       | 60       | 90       | 90       | 330      | -           | -              | 4        | 4        | Abréviations et symboles : TT : Total de minutes jouées MJ : Nombre de matchs joués MT : Matchs joués en tant que titulaire : but : passe décisive : joueur entré : joueur remplacé : capitaine : carton jaune : carton rouge |
| Attaquants        |          |          |          |          |          |             |                |          |          | Abréviations et symboles : TT : Total de minutes jouées MJ : Nombre de matchs joués MT : Matchs joués en tant que titulaire : but : passe décisive : joueur entré : joueur remplacé : capitaine : carton jaune : carton rouge |
| Emmanuel Okwi     | 90       | 72       | 90       | 90       | 342      | 2           | -              | 4        | 4        | Abréviations et symboles : TT : Total de minutes jouées MJ : Nombre de matchs joués MT : Matchs joués en tant que titulaire : but : passe décisive : joueur entré : joueur remplacé : capitaine : carton jaune : carton rouge |
| Patrick Kaddu     | 74       | 90       | -        | 56       | 220      | 1           | -              | 3        | 3        | Abréviations et symboles : TT : Total de minutes jouées MJ : Nombre de matchs joués MT : Matchs joués en tant que titulaire : but : passe décisive : joueur entré : joueur remplacé : capitaine : carton jaune : carton rouge |
| Derrick Nsibambi  | -        | -        | -        | -        | -        | -           | -              | -        | -        | Abréviations et symboles : TT : Total de minutes jouées MJ : Nombre de matchs joués MT : Matchs joués en tant que titulaire : but : passe décisive : joueur entré : joueur remplacé : capitaine : carton jaune : carton rouge |
| Lumala Abdu       | 80       | 90       | 90       | 90       | 350      | -           | -              | 4        | 4        | Abréviations et symboles : TT : Total de minutes jouées MJ : Nombre de matchs joués MT : Matchs joués en tant que titulaire : but : passe décisive : joueur entré : joueur remplacé : capitaine : carton jaune : carton rouge |
| Total             |          |          |          |          |          |             |                |          |          | Abréviations et symboles : TT : Total de minutes jouées MJ : Nombre de matchs joués MT : Matchs joués en tant que titulaire : but : passe décisive : joueur entré : joueur remplacé : capitaine : carton jaune : carton rouge |
| équipe d'Ouganda  | 90       | 90       | 90       | 90       | 360      | 3           | 2              | 4        | -        | Abréviations et symboles : TT : Total de minutes jouées MJ : Nombre de matchs joués MT : Matchs joués en tant que titulaire : but : passe décisive : joueur entré : joueur remplacé : capitaine : carton jaune : carton rouge |

#### Buteurs
| Buts | Joueurs       | Adversaires       |
| ---- | ------------- | ----------------- |
| 2    | Emmanuel Okwi | RD Congo Zimbabwe |
| 1    | Patrick Kaddu | RD Congo          |